# Михадерка
Миходерка (Міходерка, Михадерка) — річка в Україні, в межах Вижницького району Чернівецької області. Ліва притока Михидри (басейн Дунаю). 

## Опис
Довжина 15 км, площа водозбірного басейну 36,4 км². Похил річки 3,9 м/км. Річка рівнинного типу — з широкою та неглибокою долиною. Річище слабозвивисте. 

## Розташування
Миходерка бере початок на схід від села Чорногузи. Протікає передгірною долиною, яка відділяє Покутсько-Буковинські Карпати від Чернівецької височини. Тече переважно на схід (частково на південний схід). Впадає до Михидри на північний захід від села Липовани. 
Притоки: невеликі потічки та меліоративні канали. 